# نایت رایدر ۲۰۱۰
نایت رایدر ۲۰۱۰ (انگلیسی: Knight Rider 2010) یک تله‌فیلم آمریکایی محصول سال ۱۹۹۴ میلادی به کارگردانی سم پیلزبری در ژانر اکشن و فیلم علمی تخیلی که بر پایهٔ سریال تلویزیونی نایت رایدر ساخته شده است.

## بازیگران
- ریچارد جوزف پال
- هادسن لایک
- مایکل بیچ
- نیکی کت
- مارک پلگرینو